# Ebbe Rode
Ebbe Rode (* 10. Mai 1910 in Frederiksberg; † 23. Mai 1998 in Kopenhagen) war ein dänischer Schauspieler.

## Leben und Wirken
Ebbe Rode war der Sohn des Schriftsteller-Ehepaares Helge Rode und Edith Rode, geb. Nebelong (1879–1956). Sein Bruder war der Redakteur und Übersetzer Mikal Rode (1908–1993). Sein Neffe war der Schauspieler Søren Rode.
Nach seinem Schulabschluss besuchte er von 1927 bis 1931 die Eleveskole des Königlichen Theaters Kopenhagen, wo er von 1932 bis 1956 festes Ensemblemitglied war. Sein Bühnendebüt hatte er im Jahr 1931 am Dagmarteatret. Im Laufe seiner Karriere stand er in zahlreichen Theatern in ganz Dänemark auf der Bühne. Er spielte auch an verschiedenen, kleinen Provinztheatern. Rode trat in Theaterstücken sowie auch in Kabarett-Programmen und Varieté-Shows auf.
Von 1933 bis 1994 stand Rode in mehr als 70 Film-und-Fernsehproduktionen vor der Kamera. Im Jahr 1994 zog er sich aus der Filmbranche zurück.
Ebbe Rode war Träger des Dannebrogordens.

## Privates
Ebbe Rode war in erster Ehe von 1939 bis 1945 mit der Schauspielerin Bodil Kjer verheiratet. Die Ehe blieb kinderlos.
In zweiter Ehe war er von 1949 bis 1953 mit der Schauspielerin Helle Virkner verheiratet. Die Ehe blieb ebenfalls kinderlos.
Seine dritte Ehefrau war die Schauspielerin Nina Pens, mit der er von 1959 bis zu ihrem Tod im Jahr 1992 verheiratet war. Aus der Ehe ging ein Sohn hervor, der Schauspieler Martin Rode.
In seinen letzten Lebensjahren lebte Rode mit der aus Norwegen stammenden Schauspielerin Rut Hoffsten (1929–2019) zusammen.
Ebbe Rode starb am 23. Mai 1998 im Alter von 88 Jahren. Seine Grabstätte befindet sich auf dem Aeldre-Kirkegard in Frederiksberg.

## Filmografie (Auswahl)
- 1942: Entgleiste Menschen (Afsporet)
- 1942: Frechheit siegt (Frk. Vildkat)
- 1946: Ditte – ein Menschenkind (Ditte Menneskebarn)
- 1962: Harry und sein Kammerdiener (Harry og kammertjeneren)
- 1964: Gertrud
- 1967: Untreue (Utro)
- 1987: Babettes Fest (Babettes gæstebud)